# Museo d'arte di Charkiv
Il museo d'arte di Charkiv (in ucraino Харківський художній музей?) è il principale museo della città ucraina di Charkiv, la seconda città più popolosa del paese.

## Storia
L'origine della collezione risale al 1805, anno in cui l'università di Charkiv acquisì una vasta collezione comprendente 2477 opere di artisti del periodo compreso tra il XVI e il XVIII secolo. Di questo primo insieme della collezione facevano parte, fra gli altri, dipinti di Dürer, Goltzius, Giordano, Bruegel il Vecchio, van Dyck e Boucher.
Tra il 1856 e il 1858 una donazione da parte dello scrittore e filantropo Ivan Egorovich Betsky (1818-1890), laureato presso l'università, arricchì la collezione di oltre 500 opere di pittori europei tra i quali van Cleve, Mehus, Pietro da Cortona e altri. Nel 1873 la collezione si arricchì con un'ulteriore donazione comprendente circa 50 dipinti di fiamminghi, oltre 400 fra miniature e acquerelli e circa 3000 incisioni.
Nel 1886 venne fondato il museo municipale d'arte e industria dedicato ad artisti russi ed ucraini, nel 1920 le collezioni vennero unite a costituire il Museo centrale d'arte, nel 1927 venne rinominato Museo statale d'arte e storia di Charkiv.
Al 1920 risale la nazionalizzazione della collezione di Pavel Ivanovič Charitonenko, alcuni pezzi finirono a Charkiv tra cui opere di Šiškin, Maljavin, Surikov, Polenov e Nesterov.
Nel 1934 venne fondata la Pinacoteca statale ucraina nella quale confluirono tutte le opere, tra il 1937 e il 1939 le opere di contemporanei vennero rimosse dalla collezione in seguito alla repressione e costituirono un fondo a parte (poi confluito nel Museo nazionale d'arte).
Prima della seconda guerra mondiale la collezione era composta da poco meno di 75 mila oggetti ed era considerata una delle migliori dell'URSS. Nonostante ciò la collezione non venne inclusa nei piani di evacuazione, prima dell'occupazione nazista vennero evacuati solo i pezzi di maggior pregio, il resto della collezione rimase alla mercé degli occupanti, molti pezzi vennero trasportati in Germania e infine, poco prima dell'evacuazione di Charkiv da parte delle truppe naziste, l'edificio venne dato alle fiamme insieme al suo contenuto.
Gli oggetti restituiti e quelli ritrovati tra le macerie divennero la base del nuovo Museo statale di arte ucraina di Charkiv ospitato, a partire dal 1944, in un edificio progettato dall'architetto classicista Alexei Nikolayevich Beketov, progettista di numerosi edifici della città. Il museo venne in seguito rinominato più volte.
Nel 1986 venne inglobato come divisione autonoma il Museo di Arte e Storia di Parkhomivka (distretto di Krasnokutsk), fondato negli anni '50 comprendeva una vasta collezione di arte decorativa e figurativa e una collezione archeologica e di oggetti storici.
Dal 1994 fa parte del museo anche il Museo d'arte popolare Sloboda Ucraina, fondato nel 1991 e riorganizzato nel 2012 in una sezione dedicata, della collezione fanno parte modelli di ricamo, ceramiche, intaglio del legno, pittura popolare, litografia, cesteria e tessitura di paglia.